# Банахово пространство
Банаховите пространства, носещи името на Стефан Банах, са основния предмет на изучаване във функционалния анализ. Много безкрайномерни функционни пространства са всъщност банахови пространства.

## Определение
Банахово пространство е пълно нормирано линейно пространство. Това означава с други думи, че банахово пространство е линейно пространство V над реалните или комплексните числа с норма ||·||, такава че всяка редица на Коши (спрямо метриката d(x, y) = ||x − y||) във V има граница във V. Понеже нормата определя топология в линейното пространство, всяко банахово пространство е пример за топологично линейно пространство.

## Примери
Нека K означава едно от полетата R или C.
Добре познатото евклидово пространство Kn с евклидова норма на x = (x1, ..., xn), зададена с ||x|| = (∑ |xi|2)1/2, е банахово.
Пространството на всички непрекъснати функции f: [a, b]
→ K, дефинирани в затворения интервал [a, b]
става банахово, ако се зададе норма на функцията с ||f|| = sup { |f(x)|: x in [a, b] }, позната и като супремум-норма. Тя е норма, понеже непрекъснатите функции в затворен интервал са ограничени. Пространството е пълно спрямо тази норма и се означава с C[a, b]. Този пример може да се обобщи за пространството C(X) от всички непрекъснати функции X → K, където X е компактно пространство, или за пространството на всички ограничени непрекъснати функции X → K, където X е топологично пространство или за множеството B(X) от всички ограничени функции X → K, където X е произволно множество. В гореизброените примери функциите могат да се умножават и резултатът е фунцкия от същия вид: т.е. тези пространства са и банахови алгебри.
За всяко отворено множество Ω ⊆ C, множеството A(Ω) от ограничените аналитични функции u : Ω → C e комплексно банахово пространство спрямо супремум-нормата. Фактът, че равномерната граница на аналитични функции е отново аналитична е лесно следствие от теоремата на Морера.
Ако p ≥ 1 е реално число, може да се разглежда пространството от безкрайни редици (x1, x2, x3, ...) от елементи на K, такива че безкрайният ред ∑i |xi|p е сходящ. p-ят корен от стойността на сумата се нарича p-норма на редицата. Пространството, оборудвано с тази норма, е банахово и се означава с l p.
Банаховото пространство ∞ съдържа всички ограничени редици от елементи на K; нормата на такава редица се полага като супремума на абсолютните стойности на членовете на редицата.
Ако p ≥ 1 е реално число, могат да се разглеждат функциите f: [a, b] → K такива че |f|p е интегруема по Лебег. p-ят корен на интеграла {\displaystyle \int _{a}^{b}|f(x)|^{p}\,dx} се полага за норма на f. От само себе си това пространство не е банахово, понеже има ненулеви функции с норма 0. Затова се полага релация на еквивалентност по следния начин: f and g са еквивалентни тогава и само тогава, когато нормата на f – g е нула. Пространството от съседни класове на тази релация е банахово и се означава с L p[a, b]. От особена важност е да се използва лебеговия интеграл, а не римановия, понеже интегралът на Риман няма да доведе до пълно пространство. За още примери виж L p.
Ако M е затворено линейно подмножество на банаховото пространство X, тогава пространството X/M от съседни класове е също банахово.
Всяко скаларно произведение дефинира норма. Ако пространството е пълно спрямо тази норма, то се нарича хилбертово пространство. Всяко хилбертово пространство е банахово по определение. Обратното твърдение не винаги е вярно.

## Дуално пространство
Ако V е банахово и K е съответното поле (т.е. реалните или комплексните числа), то K е само по себе си банахово (използвайки абсолютната стойност за норма). Можем да дефинираме дуалното пространство V като V = L(V, K), пространството от непрекъснатите линейни изображения в K. То е също банахово пространство (с операторна норма). Чрез него се дефинира нова топология във V: слаба топология.
Трябва да се отбележи, че условието за непрекъснатост е необходимо; ако V е безкрайно-мерно, съществуват линейни изображения, които са прекъснати и следователно не са ограничени, т.е. пространството V* от линейни изображения в K не би било банахово. Пространството V* (наричано и алгебрично-дуално, за да се различава от V) също поражда слаба топология, която е по-фина от топологията, породена от дуалното пространство V⊆V*.
Съществува естествено изображение F от V във V (дуалното на дуалното пространство), зададено с:
'{\displaystyle x'(f)=f(x)}
за всяко {\displaystyle x\in V} и {\displaystyle f\in V'}. Понеже {\displaystyle x'} е функция от V′ в K, тя е елемент от V. Изображението {\displaystyle F:x\mapsto x'} е следователно функция V → V. Следствие от теоремата на Хан-Банах е, че това изображение е инективно; ако е и сюрективно, банаховото пространство V се нарича рефлексивно. Рефлексивните пространства притежават важни геометрични свойства. Едно пространство е рефлексивно тогава и само тогава, когато дуалното му пространство е рефлексивно, което е изпълнено тогава и само тогава, когато единичното кълбо е компактно в слабата топология.
Например lp е рефлексивно за 1<p<∞ но l1 и l∞ не са рефлексивни. Дуалното пространство на lp е lq, където p и q са свързани чрез зависимостта {\displaystyle {\frac {1}{p}}+{\frac {1}{q}}=1}. Виж L p.

## Връзка с хилбертови пространства
Както вече се спомена, всяко хилбертово пространство е банахово, понеже по определение хилбертовото пространство е пълно спрямо нормата, зададена чрез скаларното произведение по формулата {\displaystyle \|v\|^{2}=\langle v,v\rangle } за всяко v.
Обратното твърдение не е винаги вярно, не всяко банахово пространство е хилбертово. Необходимо и достатъчно условие да се дефинира скаларно произведение в банахово пространство V е тъждеството на успоредника:
{\displaystyle \|u+v\|^{2}+\|u-v\|^{2}=2(\|u\|^{2}+\|v\|^{2})}
за всички u и v във V, където с ||*|| се означава нормата във V. Така например докато {\displaystyle \mathbb {R} ^{n}} е банахово спрямо всяка добре-дефинирана в него норма, то е хилбертово само спрямо евклидовата норма. По същия начин като безкрайно-мерен пример може да се посочи лебеговото пространство Lp, което е винаги банахово, но е хилбертово, само когато p = 2.
Ако нормата на едно банахово пространство изпълнява горното тъждество, съответното скаларно произведение в хилбертовото пространство се задава с тъждеството на поляризацията. Ако V е реално банахово пространство, това тъждество има вида
{\displaystyle \langle u,v\rangle ={\frac {1}{4}}(\|u+v\|^{2}-\|u-v\|^{2})}
докато ако V е комплексно банахово пространство, то тъждеството има вида
{\displaystyle \langle u,v\rangle ={\frac {1}{4}}\left(\|u+v\|^{2}-\|u-v\|^{2}+i(\|u+iv\|^{2}-\|u-iv\|^{2})\right).}
Необходимостта на горното условие следва лесно от свойствата на скаларното произведение. За да се установи достатъчността е необходимо да се проверят аксиомите за скаларно произведение.

## Хамелево измерение
От пълнотата на банаховите пространства и теоремата на Бер за категориите следва, че хамелевият базис на безкрайномерно банахово пространство е неизброим.

## Производни
Няколко вида производни могат да се дефинират в банахово пространство. Виж производна на Фреше и производна на Гато.

## Обобщения
Няколко важни пространства във функционалния анализ като например пространството на безкрайно-диференцируемите функции R → R или пространството на обобщените функции в R, не са банахови. Виж пространство на Фреше и LF-пространство.